# Densytometria

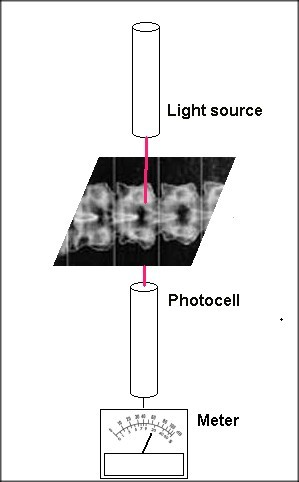
Idea pomiaru densytometrycznego

Densytometria – technika pomiaru stopnia zaczernienia światłoczułego materiału fotograficznego w wyniku działania światła i obróbki chemicznej (wywołania i utrwalenia). Stosowana jest w pomiarach czułości ogólnej i barwoczułości materiałów fotograficznych (sensytometria), oraz pomiaru stopnia zaczernienia  materiału światłoczułego, a poprzez to pośrednio do pomiaru stopnia pochłaniania promieniowania zaczerniającego materiał światłoczuły.
Do pomiarów densytometrycznych stosowane są różnej konstrukcji densytometry.